# کایرونومیا

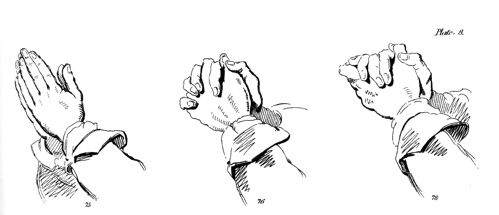
تصاویر حرکات وموقعیت‌های دست بسته، ضربدری و تا شده.

کایرونومیا (به انگلیسی: Chironomia) هنر استفاده از ژست یا حرکات دست برای تأثیر خوب در بلاغت یا خطابه است. استفاده مؤثر از دست‌ها، با یا بدون استفاده از صدا، عملی با قدمت بسیار است که توسط یونانیزها و رومی‌ها توسعه یافته و منسجم شده است. ژست‌های مختلف معانی شناخته‌شده‌ای داشتند که در میان طبقات خاص یا گروه‌هایی، در بین مخاطبان نمایشی و سخنوری قابل درک بود.